# Skogslyckans distrikt
Skogslyckans distrikt är ett distrikt i Växjö kommun och Kronobergs län.
Distriktet ligger i norra delen av Växjö.

## Tidigare administrativ tillhörighet
Distriktet inrättades 2016 och utgörs av en del av det område som fram till 1971 utgjorde Växjö stad i en del av det område som före 1940 utgjorde Växjö socken.
Området motsvarar den omfattning Skogslyckans församling fick 1995 efter utbrytning av Växjö Maria församling.